# Simandre-sur-Suran

Simandre-sur-Suran este o comună în departamentul Ain din estul Franței.